# Согринська ТЕЦ
50°1′45″ пн. ш. 82°46′12″ сх. д. / 50.02917° пн. ш. 82.77000° сх. д.
Согринська ТЕЦ — теплова електростанція на сході Казахстану.
Будівництво ТЕЦ почалось в 1956-му, а в 1961 та 1962 роках ввели в дію дві парові турбіни від Уральського турбомоторного заводу типу ПТ-25-90/10 потужністю по 25 МВт. Їх роботу забезпечували два парові котли від Барнаульского котельного заводу типу БКЗ-160100ФБ продуктивністю по 160 тонн пари на годину. В 1966-му до них додали третій такий же котел.
В 2012 році ввели в дію нову турбіну потужністю 50 МВт, постачену китайською China Changjiang Energy Corporation. В той же час, старий турбоагрегат 1 був виведений з експлуатації. Як наслідок, номінальна електрична потужність станції стала дорівнювати 75 МВт, тоді як фактична станом на 2023 рік складає 62 МВт.
Окрім виробництва електроенергії ТЕЦ може видавати теплову енергію в обсягах 168 Гкал/год. Головними споживачами останньої є Усть-Каменогорський титано-магнієвий комбінат та теплові мережі міста Оскемен (раніше було відоме як Усть-Каменогорськ).
Як паливо ТЕЦ споживає вугілля, нормативна річна витрата якого становить біля 0,35 млн тонн.
З 1997-го станція належала американській корпорації AES, яка в 2017-му продала її місцевій компанії «Ordabasy Group».